# CYGO
CYGO (справж. ім'я Леонід Вакульчук; нар. 6 червня 1998, Могильов, Білорусь) — білоруський репер. Виконує пісні російською мовою (псевдонім читається «Сайґо», але репер не проти трактування «Цуго»).
Прославився в 2018 році піснею «Panda E», яка стала найпопулярнішою піснею року «ВКонтакті».

## Біографія
Леонід Вакульчук народився 6 червня 1998 року в Могильові (Білорусь) в родині футбольного агента і домогосподарки. Ріс творчою дитиною, з 5 класу брав участь у конкурсах вокалу та читців, де займав призові місця. Коли йому було 10 років, батьки розлучилися. Леонід вирішив жити з батьком і переїхав у Берестя.
Номінант премії «ЖАРА Music Awards».
Влітку 2018 року представив сингл «Panda E», який зайняв провідні місця в чартах.
Пісня увійшла в російські чарти Apple Music (1 місце), Boom (1 місце), YouTube Top Hits (1 місце), Top Radio Hits (5 місце), Itunes (9 місце), Яндекс. Музика (14 місце).
Відеокліп на пісню розміщений на YouTube 26 листопада 2018. За півроку кліп отримав більше 12 мільйонів переглядів.. Український комедійний проєкт «Чоткий Паца» разом з діячем мистецтв Олександром Жеребком зробили пародію на цю композицію. Кліп-пародія «Правда» відразу ж після прем'єри опинився в розділі «В тренді» на сайті YouTube.
У 2019 році у виконавця вийшов альбом під назвою «Псих без неї не може». В альбом увійшли 4 пісні: «Псих без неї не може», «Чорна троянда», «Ти гріх» і «Ааа».

## Дискографія

### Альбоми
| Рік  | Назва                  | Детальніше                                                                       |
| ---- | ---------------------- | -------------------------------------------------------------------------------- |
| 2019 | «Псих без неї не може» | - Випущено: 4 лютого 2019 - Формат: цифрове скачування - Лейбл: Klever Label     |
| 2019 | «Low Love E»           | - Випущено: 22 листопада 2019 - Формат: цифрове скачування - Лейбл: Klever Label |

## Річні чарти
| Пісня            | Чарт (2018)                           | Поз. | Іст.   |
| ---------------- | ------------------------------------- | ---- | ------ |
| CYGO — «Panda E» | Apple Music Топ-100 в Росії: 2018 рік | 21   | [ 17 ] |

## Відеокліпи
| Рік  | Кліп                                   | Режисер         | Альбом      |
| ---- | -------------------------------------- | --------------- | ----------- |
| 2018 | «Panda E»                              | Олжас Ібраєв    | без альбому |
| 2019 | «Чёрная роза» (feat. Любовь Успенская) | Олексій Голубєв | без альбому |
| 2020 | «АК-47»                                | Данило Демічев  | без альбому |
| 2020 | «Что потом?»                           | Роман Роуд      | без альбому |